# Agrimoniinae
Agrimoniinae — підтриба родини трояндових (Rosaceae). Це сестра до підтриби Sanguisorbinae в трибі Sanguisorbeae. Він включає афрогірських ендеміків Hagenia і Leucosidea.